# حديقة كثبان إنديانا الوطنية
حديقة كثبان إنديانا الوطنية (بالإنجليزية: Indiana Dunes National Park) هي حديقة وطنية بالولايات المتحدة تقع في شمال غرب إنديانا تديرها إدارة المتنزهات الوطنية. تم إنشائها من قبل الكونغرس في عام 1966 باعتبارها بحيرة وطنية وأعيد وصفها كحديقة وطنية رقم 61 في البلاد في 15 فبراير 2019. تمتد الحديقة لمسافة 20 ميلاً (32 كم) على طول الشاطئ الجنوبي لبحيرة ميشيغان و تغطي 15,349 فدانًا (6,212 هكتارًا). على طول واجهة البحيرة تقع المنطقة الشرقية تقريبًا على شاطئ البحيرة جنوبًا بين مدينة ميشيغان في الشرق ومصنع كليفلاند كليفس للصلب في الغرب.

## المناخ
وفقًا لنظام تصنيف كوبن للمناخ، تتمتع حديقة إنديانا ديونز الوطنية بمناخ قاري صيفي رطب. وفقًا لوزارة الزراعة الأمريكية، تقع منطقة الصلابة النباتية في حديقة إنديانا ديونز الوطنية على طول 614 قدم (187 متر) بمتوسط درجة حرارة قصوى سنوية تبلغ 9.4- درجة فهرنهايت (23.0- درجة مئوية).
السمة الأساسية حديقة كثبان إنديانا الوطنية هي بحيرة ميشيغان. حيث تجلب البحيرة معها العديد من الظروف المتعلقة بالطقس التي يمكن أن تخلق جوا غير مناسب للاستمتاع بالمنطقة.

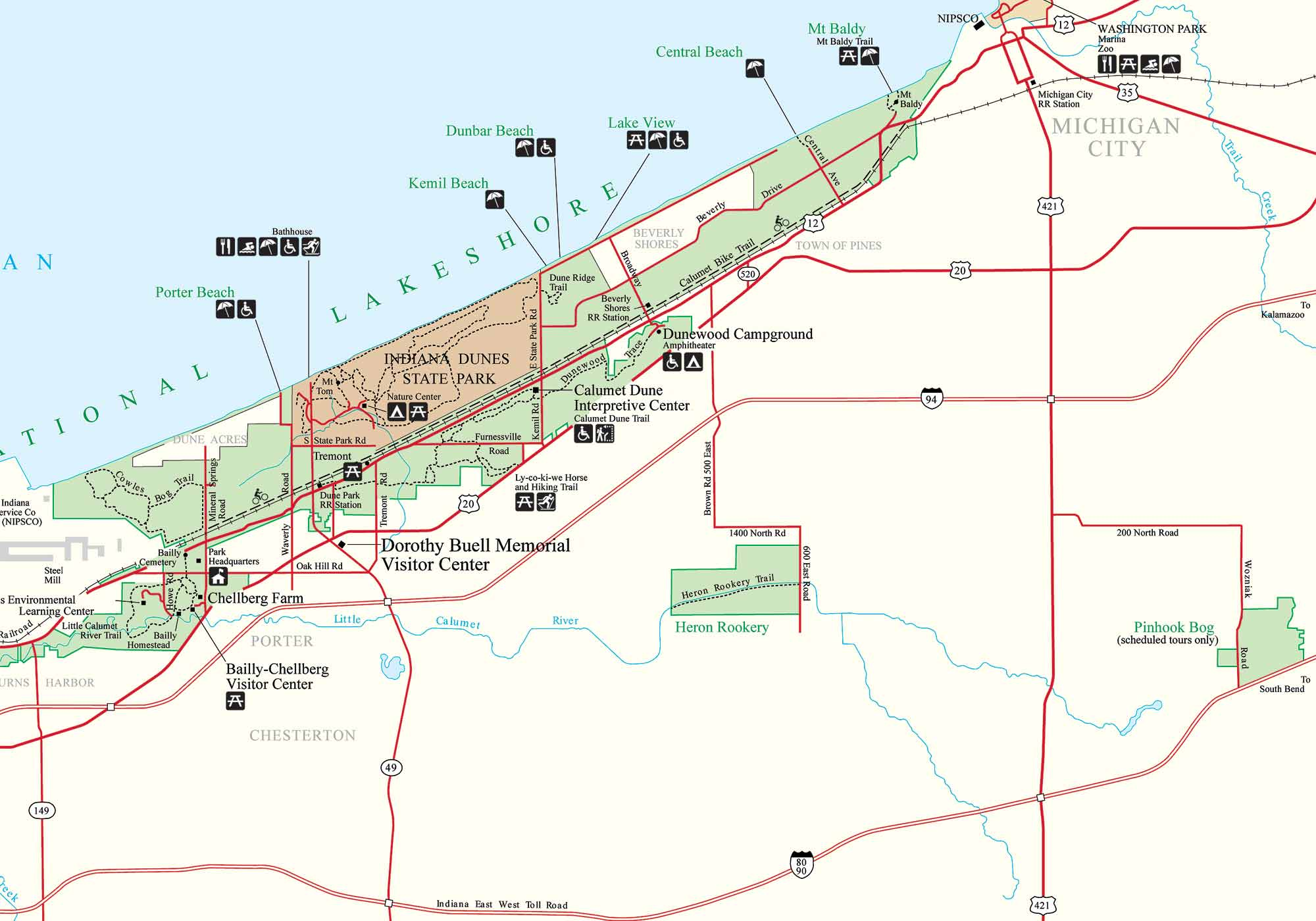
الجانب الشرقي من الحديقة الوطنية

- الشتاء: تجلب شهور الشتاء معها مخاطر الجرف الجليدي. وهي حالة تدفع فيها رياح الشتاء الجليد من بحيرة ميشيغان إلى الشواطئ. ونظرًا لذلك يمكن أن يتراكم الجليد في تلال طويلة مما يخلق كثبانًا كثيفة من الثلوج. كما تنتشر في هذه الفترة البرك المتجمدة، وقد يكون المشي على الجليد أمرا خطيرا حيث يمكن أن تتشكل جيوب هوائية تحت الجليد تسبب إنكساره أثناء عبوره ومن ثم السقوط في المياه المتجمدة حيث يصبح الإنقاذ صعبا للغاية.
- الصيف: خلال أشهر الصيف تنتشر تيارات السحب في بحيرة ميشيغان. ويمكن أن يتسبب حدوثها المفاجئ في سحب السباحين بعيدا في عمق البحيرة. وتنتشر تيارات السحب أكثر في الأيام ذات الرياح الشمالية القوية.[6]

## أنظر أيضا
- حديقة هوت سبرينغس الوطنية
- حديقة دراي تورتوغاس الوطنية
- حديقة الجزيرة الملكية الوطنية
- حديقة ومحمية جريت ساند ديونز الوطنية
- حديقة فوياجرز الوطنية